# Allgäuer Käsestraße
Die Allgäuer Käsestraße ist eine 220 km lange Touristikstraße am Bodensee.
Sie wird vom Verein Allgäuer Käsestraße in Weiler im Allgäu betrieben. Der Verein ist für die Gemeinden Bodnegg, Amtzell, Wangen im Allgäu, Kißlegg, Argenbühl, Isny im Allgäu, Hergatz, Opfenbach, Heimenkirch, Lindenberg im Allgäu, Scheidegg, Weiler-Simmerberg, Oberreute, Stiefenhofen, Röthenbach, Grünenbach, Gestratz, Maierhöfen, Oberstaufen, Missen-Wilhams und Immenstadt im Allgäu.
Sie führt an 13 Heumilch-Sennereien und fünf Hofkäsereien vorbei. Sie verläuft im Westallgäu.

## Geschichte
1997 wurde die Westallgäuer Käsestraße gegründet. Die Gründung des Vereins Westallgäuer Käsestraße erfolgte 2006. 2013 wurde der Name des Vereins in Allgäuer Käsestraße geändert.